# Viratge (volumetria)
El viratge, en tècniques de volumetria, és un procés químic fonamental en les titulacions, que són mètodes quantitatius utilitzats per determinar la concentració d’una substància en una solució. Durant una titulació, una solució de concentració coneguda (titulant) es fa reaccionar amb una solució de concentració desconeguda (anàlit) fins que la reacció es completa. El punt en què la reacció es completa es coneix com a punt final, i el viratge és el canvi de color que indica que s’ha arribat a aquest punt.
Aquest canvi de color es produeix gràcies a l’ús d’indicadors, que són substàncies que canvien de color en resposta a un canvi en les condicions químiques de la solució, com ara el pH. Per exemple, en una titulació àcid-base, un indicador de pH com la fenolftaleïna pot canviar de color de transparent a rosa quan la solució passa d’àcida a bàsica, indicant que s’ha arribat al punt de neutralització.
El viratge és crucial perquè permet als químics determinar amb precisió el volum de titulant necessari per a completar la reacció, i així calcular la concentració de l’anàlit. Sense el viratge, seria molt difícil identificar el punt final de la reacció, i per tant, obtenir resultats precisos.